# Красна Зоря (Ібресинський район)
Кра́сна Зоря (рос. Красная Заря, чув. Красная Заря) — селище у складі Ібресинського району Чувашії, Росія. Входить до складу Березовського сільського поселення.
Населення — 62 особи (2010; 86 у 2002).
Національний склад:
- чуваші — 70 %
- росіяни — 29 %